# Faro del Castillo del Morro
Der Faro del Castillo del Morro ist ein Leuchtturm an der Hafeneinfahrt der Stadt Havanna auf der Insel Kuba. 
Der 25 m hohe Leuchtturm wurde 1844 auf der Stadtmauer des Castillo de los Tres Reyes Magos del Morro (Burg El Morro) erbaut, einer alten spanischen Festung. Heute ist er das Wahrzeichen der Stadt von Havanna. Der Leuchtturm hat eine Feuerhöhe von 44 Metern und zeigt als Kennung zwei weiße Blitze mit einer Wiederkehr von 15 Sekunden (Fl(2)W.15s).

## Weblinks

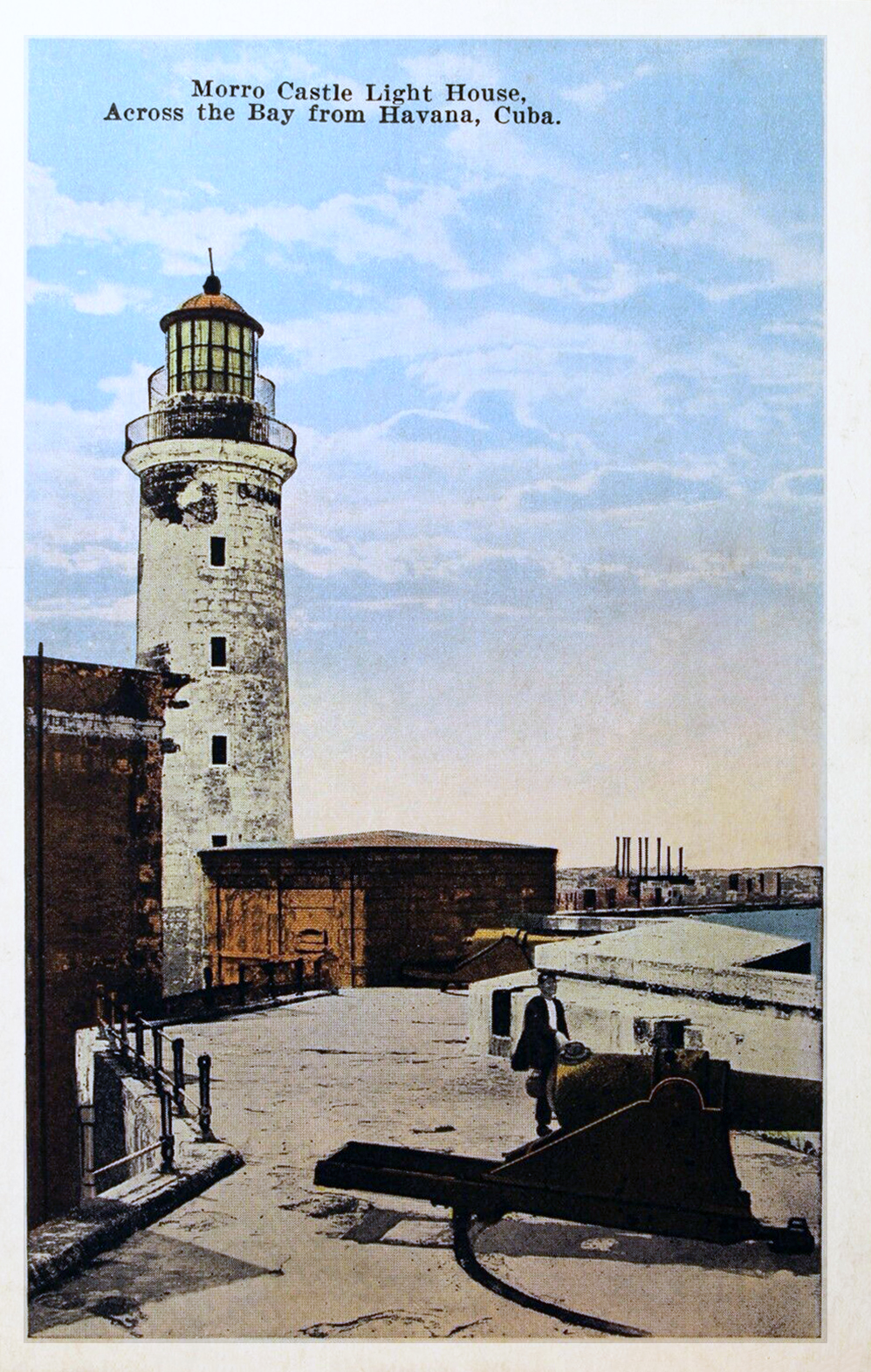
Postkarte, um 1920